# Championnat de France de basket-ball 1954-1955
Navigation
Saison précédente Saison suivante
La saison 1954-1955 du championnat de France de Basket-Ball de Nationale est la 33e édition du championnat de France masculin de basket-ball.

## Présentation
16 équipes sont regroupées en 2 poules.
La saison régulière se déroule du 18 septembre 1954 au 5 mars 1955, chaque équipe rencontre les autres équipes de sa poule en match aller-retour.
Les premiers des deux poules sont qualifiés pour la poule finale
La poule finale se déroule sous la forme d’un mini championnat sans match retour
Le meilleur marqueur du championnat est Roger Haudegand (Marly) avec un total de 349 points (Moyenne de 24,9)

## Équipes participantes
Poule A :
- Association Sportive de Cabourg
- Jeunesse Sportive de Caraman
- Union Sportive Saint Thomas d'Aquin Le Havre
- Association Sportive Montferrandaise
- Football Club de Mulhouse
- Atlantique Basket Club de Nantes
- Paris Université Club
- Racing Club de France

Poule B
- Club Sportif Municipal d'Auboué
- Enfants de la Valserine de Bellegarde
- Avant-Garde Laïque de Fougères
- Rhônel Sporting Club de Marly
- Association Sportive de Monaco
- Groupe Sportif Chorale Mulsant de Roanne
- ASPO Tours
- Association Sportive de Villeurbanne Eveil Lyonnais

## Classement final de la saison régulière
La victoire rapporte 3 points, le match nul 2 points, la défaite 1 point. En cas d'égalité, les clubs sont départagés au point-average particulier 